# Cami Winikoff
Cami Sarah Winikoff es una productora de cine y televisión estadounidense y actual presidenta y cofundadora de Sobini Films. Fue invitada a unirse a la Academia de Artes y Ciencias Cinematográficas en 2019.

## Carrera

### Independiente
Winikoff comenzó como productora independiente. Su primer largometraje, Scarecrows, se estrenó en 1988.

### Trimark Pictures
Winikoff se unió a Trimark Pictures en agosto de 1990. Fue nombrada directora de producción en 1991, ascendida a vicepresidenta de producción en 1995 y nuevamente a vicepresidenta senior en enero de 1997. Winikoff comenzó a desempeñarse como vicepresidenta ejecutiva y directora administrativa de Trimark en septiembre de 1997, donde supervisó todos los negocios, asuntos legales, producción, posproducción, servicios y administración de la empresa. También formó parte de la junta directiva de CinemaNow.com, dedicada a la transmisión y producción de películas independientes orientadas a un nicho.
Winikoff fue ascendido a director de operaciones de Trimark en 2000 y supervisó todas las facetas operativas de la empresa, incluido su brazo de producción y el proceso de aprobación. Esto incluía la administración de producciones teatrales, televisivas y de entretenimiento doméstico. Ayudó a construir la empresa y fue una pieza clave en las negociaciones para su fusión con Lionsgate a finales de 2000.
En Trimark, dirigió la producción de más de 75 películas. Sus créditos de producción incluyen Eve's Bayou, ganadora de los premios Independent Spirit, dirigida por Kasi Lemmons y protagonizada por Samuel L. Jackson; Frida, ganadora de dos Premios Óscar, protagonizada por Salma Hayek; Love and a .45 protagonizada por Renée Zellweger y Gil Bellows; Kicking and Screaming de Noah Baumbach; Kama Sutra: A Tale of Love de Mira Nair; y la serie de películas Leprechaun.

### Lionsgate
Después de la fusión con Lionsgate, Winikoff se desempeñó como vicepresidenta ejecutiva, donde ayudó a formar el equipo ejecutivo y el plan de negocios de la compañía.

### Sobini Films
Winikoff fue elegido presidenta de Sobini Films en 2002. Durante su estancia en Sobini, ha desarrollado una amplia gama de largometrajes y franquicias. Sus créditos incluyen JT Leroy protagonizada por Kristen Stewart y Laura Dern; I'd Kill for You con su hija Monika Wesley; Mary Shelley, protagonizada por Elle Fanning; Miles Ahead, protagonizada por Don Cheadle; Good Kill, protagonizada por Ethan Hawke; Stonehearst Asylum, protagonizada por Kate Beckinsale; An American Girl: Chrissa Stands Strong para HBO, ganadora del Premio de Oro Nacional de Publicaciones para Padres; y Streets of Legend. También produjo el documental Jujitsu-ing Reality, preseleccionado para el Premio Óscar al mejor documental corto de 2013.
Produjo El príncipe y yo protagonizada por Julia Stiles, para Paramount Studios y sus secuelas. Como productora de Peaceful Warrior protagonizada por Nick Nolte, se inspiró en la película y, no satisfecha con su mínima exposición, trabajó con Adam Fogelson de Universal Pictures para probar un nuevo plan de marketing, regalando entradas en Best Buy para ganar una audiencia más amplia.
Actualmente está desarrollando Z, un reinicio de la franquicia Zorro.

## Activismo
Winikoff ha participado activamente en la promoción de cielos oscuros en Malibú, California, como presidente de Malibu Community Alliance (MCA). Negoció con agencias locales durante cinco años para desarrollar una nueva ordenanza de cielos oscuros, que entró en vigor el 15 de octubre de 2018. Anteriormente, ella y la MCA llegaron a un acuerdo con el Distrito Escolar Unificado de Santa Mónica-Malibú sobre una apelación ante la Comisión Costera de California con respecto a la iluminación mejorada de la Escuela Secundaria Malibu en 2016. La Comisión de Costas aprobó el acuerdo.
Winikoff también ha formado parte de la junta directiva de Malibu Unites, un grupo de defensa local que presionó sobre el manejo de toxinas por parte del distrito escolar.

## Filmografía
| Año  | Título                                        | Papel                       |
| ---- | --------------------------------------------- | --------------------------- |
| 1988 | Scarecrows                                    | Productora                  |
| 1993 | Leprechaun                                    | Supervisora de producción   |
| 1993 | Philadelphia Experiment II                    | Supervisora de producción   |
| 1993 | Return of the Living Dead 3                   | Supervisora de producción   |
| 1993 | Warlock: The Armageddon                       | Supervisora de producción   |
| 1994 | A Million to Juan                             | Ejecutiva de producción     |
| 1994 | Dangerous Touch                               | Supervisora de producción   |
| 1994 | Frank and Jesse                               | Supervisora de producción   |
| 1994 | Hong Kong '97                                 | Supervisora de producción   |
| 1994 | Leprechaun 2                                  | Supervisora de producción   |
| 1994 | Love and a .45                                | Supervisora de producción   |
| 1994 | The Stoned Age                                | Directora de producción     |
| 1995 | A Kid in King Arthur's Court                  | Supervisora de producción   |
| 1995 | Evolver                                       | Supervisora de producción   |
| 1995 | Heatseeker                                    | Supervisora de producción   |
| 1995 | Kicking and Screaming                         | Supervisora de producción   |
| 1995 | Leprechaun 3                                  | Supervisora de producción   |
| 1995 | The Maddening                                 | Ejecutiva de producción     |
| 1995 | Night of the Running Man                      | Productora ejecutiva        |
| 1995 | Return to Two Moon Junction                   | Supervisora de producción   |
| 1995 | Separate Lives                                | Supervisora de producción   |
| 1996 | Crossworlds                                   | Supervisora de producción   |
| 1996 | The Dentist                                   | Ejecutiva de producción     |
| 1996 | Never Ever                                    | Ejecutiva de producción     |
| 1996 | Pinocchio's Revenge                           | Supervisora de producción   |
| 1996 | Public Enemies                                | Productora ejecutiva        |
| 1996 | Sometimes They Come Back... Again             | Ejecutiva de producción     |
| 1996 | Two Guys Talkin' About Girls                  | Supervisora de producción   |
| 1997 | Eve's Bayou                                   | Coproductora                |
| 1997 | Sprung                                        | Supervisora de producción   |
| 1997 | Star Kid                                      | Coproductora                |
| 1997 | Camiones                                      | Ejecutiva de producción     |
| 1998 | Ground Control                                | Directora de administración |
| 1999 | Held Up                                       | Ejecutiva de producción     |
| 1999 | The Simple Life of Noah Dearborn              | Ejecutiva de producción     |
| 2001 | Route 666                                     | Productora ejecutiva        |
| 2003 | Streets of Legend                             | Coproductora                |
| 2004 | El príncipe y yo                              | Productora ejecutiva        |
| 2006 | Peaceful Warrior                              | Productora, actriz          |
| 2008 | The Prince and Me 3: A Royal Honeymoon        | Productora ejecutiva        |
| 2009 | An American Girl: Chrissa Stands Strong       | Productora                  |
| 2010 | Burning Bright                                | Productora                  |
| 2011 | Jujitsu-ing Reality                           | Productora                  |
| 2013 | Sexy Evil Genius                              | Productora ejecutiva        |
| 2014 | Good Kill                                     | Productora ejecutiva        |
| 2014 | Stonehearst Asylum                            | Productora ejecutiva        |
| 2015 | Miles Ahead                                   | Coproductora ejecutiva      |
| 2016 | Field of Screams: Cami Winikoff on Scarecrows | Ella misma                  |
| 2017 | Mary Shelley                                  | Productora ejecutiva        |
| 2018 | I'd Kill for You                              | Productora                  |
| 2018 | JT LeRoy                                      | Productora ejecutiva        |
| 2020 | Emperor                                       | Productora                  |